# إيلي ساجان
إيلي ساجان (بالإنجليزية: Eli Sagan)‏ هو شخصية أعمال وكاتب أمريكي، ولد في 3 مارس 1927، وتوفي في 4 يناير 2015.